# Coupe du monde d'aviron 2021
La Coupe du monde d'aviron 2021 est la 24e édition de la Coupe du monde d'aviron, une compétition annuelle d'aviron disputée dans chacune des 14 catégories olympiques auxquelles s'ajoutent le Skiff poids léger, le deux sans barreur poids léger et le quatre de couple poids léger, toutes ces épreuves se déroulant sur la distance de 2000m.
Elle fait suite à l'édition 2019, l'édition 2020 ayant été annulée en raison de la pandémie de Covid-19.
Cette édition se décompose en trois étapes, la première sur le Lac de Jarun à Zagreb en Croatie, la deuxième sur le Rotsee dans le canton de Lucerne en Suisse et la troisième au Lago di Paola à Sabaudia en Italie.
À l'issue de chaque étape, les meilleurs avirons de chaque nation dans chacune des épreuves font gagner des points qui permettent de déterminer la nation remportant la coupe avec l'aide du barème suivant :
| Rang   | 1er | 2e | 3e | 4e | 5e | 6e | 7e |
| ------ | --- | -- | -- | -- | -- | -- | -- |
| Points | 8   | 6  | 5  | 4  | 3  | 2  | 1  |

## Première manche
| Épreuves                             | Or                                                                               | Argent                                                                        | Bronze                                                                            |
| ------------------------------------ | -------------------------------------------------------------------------------- | ----------------------------------------------------------------------------- | --------------------------------------------------------------------------------- |
| Skiff Hommes                         | Oliver Zeidler                                                                   | Kjetil Borch                                                                  | Damir Martin                                                                      |
| Skiff Femmes                         | Magdalena Lobnig                                                                 | Kristýna Fleissnerová                                                         | Jovana Arsic                                                                      |
| Deux de pointe sans barreur Hommes   | Croatie Martin Sinković Valent Sinković                                          | France Thibaud Turlan Guillaume Turlan                                        | Espagne Jaime Canalejo Pazos Javier García Ordóñez                                |
| Deux de pointe sans barreur Femmes   | Croatie Ivana Jurković Josipa Jurković                                           | Tchéquie Anna Šantrůčková Pavlina Flamikova                                   | France Maya Cornut Emma Cornelis                                                  |
| Deux de couple Hommes                | France Hugo Boucheron Matthieu Androdias                                         | Pologne Mirosław Ziętarski Mateusz Biskup                                     | Suisse Barnabé Delarze Roman Röösli                                               |
| Deux de couple Femmes                | Lituanie Milda Valčiukaitė Donata Karaliene                                      | France Hélène Lefebvre Élodie Ravera-Scaramozzino                             | Hongrie Kitti Horváth Eszter Krémer                                               |
| Quatre de pointe sans barreur Hommes | France Benoît Demey Benoît Brunet Thibaut Verhoeven Dorian Mortelette            | Pologne Mateusz Wilangowski Mikołaj Burda Marcin Brzeziński Michał Szpakowski | Croatie Marko Ukropina Anton Lončarić Patrik Lončarić Ivan Piton                  |
| Quatre de couple Hommes              | Estonie Jüri-Mikk Udam Allar Raja Tõnu Endrekson Kaspar Taimsoo                  | Pologne Dominik Czaja Wiktor Chabel Szymon Pośnik Fabian Barański             | Allemagne Tim Ole Naske Karl Schulze Hans Gruhne Max Appel                        |
| Quatre de couple Femmes              | Allemagne Daniela Schultze Carlotta Nwajide Frieda Hämmerling Franziska Kampmann | France Violaine Aernoudts Margaux Bailleul Marie Jacquet Emma Lunatti         | Suisse Fabienne Schweizer Eloise von der Schulenburg Lisa Lötscher Pascale Walker |
| Skiff Poids léger Hommes             | Péter Galambos                                                                   | Joachim Agne                                                                  | Peter Zelinka                                                                     |
| Skiff Poids léger Femmes             | Sofia Meakin                                                                     | Katrin Thoma                                                                  | Lara Tiefenthaler                                                                 |
| Deux de couple Poids Léger Hommes    | Allemagne Jonathan Rommelmann Jason Osborne                                      | Suisse Jan Schäuble Andri Struzina                                            | Autriche Paul Sieber Julian Schöberl                                              |
| Deux de couple Poids Léger Femmes    | France Laura Tarantola Claire Bové                                               | Biélorussie Alena Furman Tatsiana Hancharova                                  | Turquie Merve Uslu Elis Özbay                                                     |

## Deuxième manche
| Épreuves                             | Or | Argent | Bronze |
| ------------------------------------ | --- | --- | --- |
| Skiff Hommes                         | Oliver Zeidler | Sverri Nielsen | Kjetil Borch |
| Skiff Femmes                         | Hanna Prakatsen | Kara Kohler | Sanita Puspure |
| Deux de pointe sans barreur Hommes   | Serbie Martin Mackovic Miloš Vasić | Italie Matteo Lodo Giuseppe Vicino | Roumanie Marius Cozmiuc Ciprian Tudosa |
| Deux de pointe sans barreur Femmes   | Espagne Aina Cid Virginia Diaz Rivas | Irlande Aileen Crowley Monika Dukarska | Roumanie Adriana Ailincai Iuliana Buhus |
| Deux de couple Hommes                | Chine Zhiyu Liu Liang Zhang | Irlande Ronan Byrne Philip Doyle | Pays-Bas Melvin Twellaar Stefan Broenink |
| Deux de couple Femmes                | Roumanie Ancuta Bodnar Simona Radis | Pays-Bas Roos de Jong Lisa Scheenaard | États-Unis Kristina Wagner Genevra Stone |
| Quatre de pointe sans barreur Hommes | Royaume-Uni Oliver Cook Matthew Rossiter Rory Gibbs Sholto Carnegie                                                                     | Afrique du Sud Lawrence Brittain Kyle Schoonbee John Smith Sandro Torrente                                                                                         | Roumanie Mihaita Tiganescu Mugurel Vasile Semciuc Stefan-Constantin Berariu Cosmin Pascari                                                               |
| Quatre de pointe sans barreur Femmes | Pays-Bas Anna Sarah Sophie Souwer Karolien Florijn Ymkje Clevering Veronique Meester                                                    | Royaume-Uni Rowan McKellar Harriet Taylor Caragh Mcmurtry Rebecca Shorten                                                                                          | Roumanie Nicoleta Pascanu Elena Logofatu Cristina Popescu Roxana Anghel                                                                                  |
| Quatre de couple Hommes              | Pays-Bas Lucas Theodoor Dirk Uittenbogaard Abe Wiersma Tone Wieten Koen Metsemakers                                                     | Italie Simone Venier Luca Rambaldi Andrea Panizza Giacomo Gentili                                                                                                  | Royaume-Uni Harry Leask Angus Groom Thomas Barras Jack Beaumont                                                                                          |
| Quatre de couple Femmes              | Chine Yunxia Chen Ling Zhang Yang Lyu Xiaotong Cui                                                                                      | Allemagne Daniela Schultze Franziska Kampmann Carlotta Nwajide Frieda Haemmerling                                                                                  | Italie Valentina Iseppi Alessandra Montesano Veronica Lisi Stefania Gobbi                                                                                |
| Huit de pointe avec barreur Hommes   | Royaume-Uni Joshua Bugajski Jacob Dawson Morgan Bolding Mohamed Sbihi Charles Elwes Thomas George James Rudkin Henry Fieldman (barreur) | Allemagne Johannes Weissenfeld Laurits Follert Olaf Roggensack Torben Johannesen Jakob Schneider Malte Jakschik Richard Schmidt Hannes Ocik Martin Sauer (barreur) | Pays-Bas Bjorn Van Den Ende Robert Luecken Jasper Tissen Simon Van Dorp Maarten Hurkmans Ruben Knab Mechiel Versluis Bram Schwarz Eline Berger (barreur) |
| Skiff Poids léger Hommes             | Niels Torre | Martino Goretti | Felipe Andres Cardenas Morales |
| Skiff Poids léger Femmes             | Huiru Li | Lydia Heaphy | Federica Cesarini |
| Deux de couple Poids Léger Hommes    | Irlande Fintan McCarthy Paul O'Donovan                                                                                                  | Norvège Kristoffer Brun Are Weierholt Strandli | Allemagne Jonathan Rommelmann Jason Osborne |
| Deux de couple Poids Léger Femmes    | Royaume-Uni Emily Craig Imogen Grant | Roumanie Ionela Cozmiuc Gianina Beleaga | France Laura Tarantola Claire Bove |

## Troisième manche
| Épreuves                                       | Or | Argent | Bronze                                                                           |
| ---------------------------------------------- | --- | --- | -------------------------------------------------------------------------------- |
| Skiff Hommes                                   | Sverri Nielsen | Oliver Zeidler | Damir Martin                                                                     |
| Skiff Femmes                                   | Diana Dymchenko | Anna Sarah Sophie Souwer | Lola Anderson                                                                    |
| Deux de pointe sans barreur Hommes             | Croatie Martin Sinkovic Valent Sinkovic | Royaume-Uni Calvin Tarczy Douwe de Graaf | Croatie Patrik Loncaric Anton Loncaric                                           |
| Deux de pointe sans barreur Femmes             | Danemark Hedvig Rasmussen Fie Udby Erichsen | Croatie Ivana Jurkovic Josipa Jurkovic | Royaume-Uni Samantha Redgrave Susannah Dear                                      |
| Deux de couple Hommes                          | Pologne Miroslaw Zietarski Mateusz Biskup | Suisse Barnabe Delarze Roman Roeoesli | Royaume-Uni Victor Kleshnev Rory Harris                                          |
| Deux de couple Femmes                          | Pays-Bas Roos de Jong Lisa Scheenaard | Allemagne Annekatrin Thiele Leonie Menzel | Italie Alessandra Patelli Chiara Ondoli                                          |
| Quatre de pointe sans barreur Hommes           | Italie Matteo Castaldo Bruno Rosetti Matteo Lodo Giuseppe Vicino | Royaume-Uni David Ambler Matthew Aldridge Samuel Bannister Samuel Nunn | Pologne Mateusz Wilangowski Mikolaj Burda Marcin Brzezinski Michal Szpakowski    |
| Quatre de pointe sans barreur Femmes           | Pays-Bas Elisabeth Hogerwerf Karolien Florijn Ymkje Clevering Veronique Meester                                                                                     | Danemark Trine Dahl Pedersen Christina Johansen Frida Sanggaard Nielsen Ida Jacobsen                                                                                               | Pologne Maria Wierzbowska Olga Michałkiewicz Monika Chabel Joanna Dittmann       |
| Quatre de couple Hommes                        | Italie Simone Venier Andrea Panizza Luca Rambaldi Giacomo Gentili                                                                                                   | Norvège Martin Helseth Olaf Karl Tufte Jan Oscar Stabe Helvig Erik Andre Solbakken                                                                                                 | Allemagne Tim Ole Naske Karl Schulze Hans Gruhne Max Appel                       |
| Quatre de couple Femmes                        | Allemagne Daniela Schultze Franziska Kampmann Carlotta Nwajide Frieda Haemmerling                                                                                   | Italie Valentina Iseppi Veronica Lisi Stefania Gobbi Alessandra Montesano | Pologne Agnieszka Kobus-zawojska Marta Wieliczko Maria Sajdak Katarzyna Zillmann |
| Huit de pointe avec barreur Hommes             | Allemagne Maximilian Korge Laurits Follert Olaf Roggensack Torben Johannesen Jakob Schneider Malte Jakschik Johannes Weissenfeld Hannes Ocik Martin Sauer (barreur) | Italie Luca Parlato Alfonso Scalzone Salvatore Monfrecola Davide Mumolo Emanuele Gaetani Liseo Cesare Gabbia Vincenzo Abbagnale Leonardo Pietra Caprina Emanuele Capponi (barreur) | N/A                                                                              |
| Skiff Poids léger Hommes                       | Niels Torre | Martino Goretti | Rajko Hrvat                                                                      |
| Skiff Poids léger Femmes                       | Martine Veldhuis | Paola Piazzolla | Sofia Meakin                                                                     |
| Deux de pointe sans barreur Poids Léger Hommes | Italie Alessandro Durante Giovanni Ficarra | Hongrie Bence Szabo Kalman Furko | Italie Simone Fasoli Simone Mantegazza                                           |
| Deux de couple Poids Léger Hommes              | Norvège Kristoffer Brun Are Weierholt Strandli | Italie Pietro Ruta Stefano Oppo | Norvège Jens Holm Oskar Soedal                                                   |
| Deux de couple Poids Léger Femmes              | Pays-Bas Marieke Keijser Ilse Paulis | Italie Silvia Crosio Federica Cesarini | Suisse Patricia Merz Frédérique Rol                                              |
| Quatre de couple Poids Léger Hommes            | Italie Matteo Mulas Antonio Vicino Patrick Rocek Giovanni Borgonovo                                                                                                 | Pays-Bas Stijn Kanters Willem Buist Lay de Jong Ben van Brussel | N/A                                                                              |
| Quatre de couple Poids Léger Femmes            | Italie Arianna Passini Elena Sali Greta Martinelli Arianna Noseda                                                                                                   | Pays-Bas Maud Joosstens Mieke Van Der Mispel Roos Duijn Rosa Brouwers | N/A                                                                              |

## Tableau des médailles
| Rang  | Nation      | Or | Argent | Bronze | Total |
| ----- | ----------- | -- | ------ | ------ | ----- |
| 1     | Italie      | 7  | 9      | 4      | 20    |
| 2     | Allemagne   | 6  | 6      | 3      | 15    |
| 3     | Pays-Bas    | 6  | 4      | 2      | 12    |
| 4     | Royaume-Uni | 3  | 3      | 4      | 10    |
| 5     | France      | 3  | 3      | 2      | 8     |
| 6     | Croatie     | 3  | 1      | 4      | 8     |
| 7     | Chine       | 3  | 0      | 0      | 3     |
| 8     | Danemark    | 2  | 2      | 0      | 4     |
| 9     | Pologne     | 1  | 3      | 3      | 7     |
| 10    | Norvège     | 1  | 3      | 2      | 6     |
| 11    | Irlande     | 1  | 3      | 1      | 5     |
| 12    | Suisse      | 1  | 2      | 4      | 7     |
| 13    | Roumanie    | 1  | 1      | 4      | 6     |
| 14    | Hongrie     | 1  | 1      | 1      | 3     |
| 15    | Autriche    | 1  | 0      | 2      | 3     |
| 16    | Espagne     | 1  | 0      | 1      | 2     |
| 16    | Serbie      | 1  | 0      | 1      | 2     |
| 18    | Estonie     | 1  | 0      | 0      | 1     |
| 19    | Lituanie    | 1  | 0      | 0      | 1     |
| 20    | Russie      | 1  | 0      | 0      | 1     |
| 21    | Tchéquie    | 0  | 2      | 0      | 2     |
| 22    | États-Unis  | 0  | 1      | 1      | 2     |
| 23    | Biélorussie | 0  | 1      | 0      | 1     |
| 24    | Chili       | 0  | 0      | 1      | 1     |
| 25    | Slovaquie   | 0  | 0      | 1      | 1     |
| 26    | Turquie     | 0  | 0      | 1      | 1     |
| Total | Total       | 45 | 45     | 42     | 132   |